# BioRuby

BioRuby là một thư viện mã nguồn mở dùng ngôn ngữ lập trình Ruby, với các lớp hỗ trợ cho việc phân tích, sắp xếp DNA và các chuỗi protein, phân tích cơ sở dữ liệu và các công cụ tin sinh học khác. Gần đây, công cụ dành cho sinh học cấu trúc (structural biology) cũng mới được thêm vào.

## Dự án
Dự án được khởi nguồn từ Nhật Bản với sự hỗ trợ của các trường Đại học Tokyo  (Human Genome Center), trường Đại học Kyoto*  (BioInformatics center) và Hiệp hội Sinh học Mở  (Open Bio Foundation).

## Thông tin liên quan
- Ngôn ngữ Ruby
- BioCaml
- BioDAS Lưu trữ ngày 5 tháng 1 năm 2009 tại Wayback Machine
- BioJava
- BioPerl
- BioPython
- BioInformatics.org